# Mysmenella menglunensis
Mysmenella menglunensis là một loài nhện trong họ Mysmenidae.
Loài này thuộc chi Mysmenella. Mysmenella menglunensis được miêu tả năm 2008 bởi Lin & S. Q. Li.